# الكسيس غونزاليس
الكسيس غونزاليس (بالإسبانية: Alexis González)‏ (و. 1981  م) هو لاعب كرة طائرة، ولاعب كرة طائرة شاطئية، من الأرجنتين، ولد في بوينس آيرس، شارك في ألعاب أولمبية صيفية 2012، والكرة الطائرة في الألعاب الأولمبية الصيفية 2016، يلعب كليبرو ‏.

## روابط خارجية
- الكسيس غونزاليس على موقع الاتحاد الأوروبي (الإنجليزية)
- الكسيس غونزاليس على موقع عالم الكرة الطائرة (الإنجليزية)
- الكسيس غونزاليس على موقع Ligue Nationale de Volley (الفرنسية)
- الكسيس غونزاليس على موقع اللجنة الأولمبية الدولية (الإنجليزية)
- الكسيس غونزاليس على موقع أوليمبيديا (الإنجليزية)
- الكسيس غونزاليس على موقع اللجنة الأولمبية الأرجنتينية (الإسبانية)